# Moulouya
La Moulouya ou Melouiya (en tamazight: ⵎⵍⵡⴰⵛⵜ, Melwacht, en latin Mulucha, en arabe : ملوية Malwiyyah)  est un fleuve du Maroc qui prend naissance à la jonction du massif du Moyen et du Haut Atlas dans la région d'Almssid dans la province de Midelt. Il est long de 600 km[réf. nécessaire] et se jette dans la mer Méditerranée, dans la région du Rif oriental, précisément dans les plaines de Kebdana et Triffa, à l’extrême nord-est du Maroc. Son embouchure est située à 14 km de la frontière algéro-marocaine.

## Géographie

### Hydrologie
La Moulouya dessert une partie du Maroc oriental et se jette dans la mer Méditerranée près de la ville de Saïdia, à Ras El Ma (province de Nador). L'embouchure s'étire sur 2 700 hectares à 30 kilomètres de la ville de Berkane. Son bassin versant est d'une superficie totale de 74 000 km2 et sa fonction principale est de drainer les eaux du Rif oriental et du Moyen Atlas à l'ouest ainsi que le Haut Atlas au sud. Ce bassin compte cinq barrages (Mohammed V, Machraa Hammadi, Hassan II, Enjil et Arabat).
En 2021, pour la première fois de son histoire, la Moulouya n'atteint plus la mer, sous la pression de la sécheresse et de la surexploitation de ses eaux pour les besoins de l'agriculture.

### Bassin hydrographique
Le bassin hydrographique de la Moulouya s'étend sur 74 000 km2. Il couvre les sous-bassins de la Moulouya, Kert, Isly, Kiss, Chott Tigri et une partie de la zone Bouarfa-Figuig. 
Le Za est le principal affluent de la Moulouya.

## Biodiversité

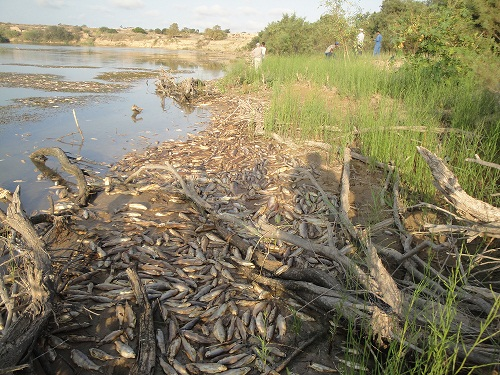
Des poissons tués par des polluants remplissent la rivière Moulouya en août 2011.

L'embouchure  de la Moulouya (35°06’ N - 2°22’ W) a été classée site d'intérêt biologique et écologique (SIBE), puis en tant que site RAMSAR en 2005. Il s'agit donc d'une zone de biodiversité importante, riche en végétation aquatique . Cinq systèmes d’habitats ont été recensés : marin, estuarien, d’eau courante, palustre et enfin lacustre.
Espèces observées[réf. nécessaire] :
- Grande Aigrette Ardea alba
- Héron pourpré Ardea purpurea
- Harle huppé Mergus serrator
- Râle des genêts Crex crex
- Pluvier guignard Charadrius morinellus
- Mouette mélanocéphale Larus melanocephalus
- Goéland argenté Larus argentatus
- Tourterelle des bois Streptopelia turtur
- Tourterelle maillée Streptopelia senegalensis
- Huppe fasciée Upupa epops
- Torcol fourmilier Jynx torquilla
- Hirondelle de rivage Riparia riparia
- Pipit de Richard Anthus richardi
- Phragmite des joncs Acrocephalus schoenobaenus
- Flamants roses Phoenicopterus ruber ruber

Quelques rares oiseaux ont été observés à Saidia et au niveau du pont sur l'Oued Cheraâ à Berkane[réf. nécessaire] :
- Héron garde-bœufs : plusieurs dizaines.
- Crabier chevelu : qques ex.
- Aigrette garzette : une dizaine.
- Héron cendré : qques ex.
- Héron pourpré : 2 ad.
- Cigogne blanche : qques ex.
- Spatule blanche : 5 ex.
- Canard colvert : une dizaine.
- Sarcelle marbrée : 3ex. min.
- Foulque macroule : qques dizaines.
- Talève sultane : 3 ad.
- Petit gravelot : 1  ex.
- Chevalier gambette : 1 ex.
- Barge à queue noire : 5 ex. min.
- Mouette rieuse : une dizaine avec capuchons.
- Goéland leucophée : qques dizaines.
- Tourterelle des bois : Plusieurs ex. aux environs.
- Tourterelle turque : quelques ex. à Saidia
- Cochevis huppé : qques ex.
- Hirondelle rustique : assez communes.
- Bergeronnette du Maroc : 1 mâle ad.
- Cisticole des joncs : entendues
- bouscarle de Cetti : 3 ex. min.
- Etourneau unicolore : qques ex. à Saidia.
- Chardonneret élégant : qques ex.

## Rôle dans l'histoire

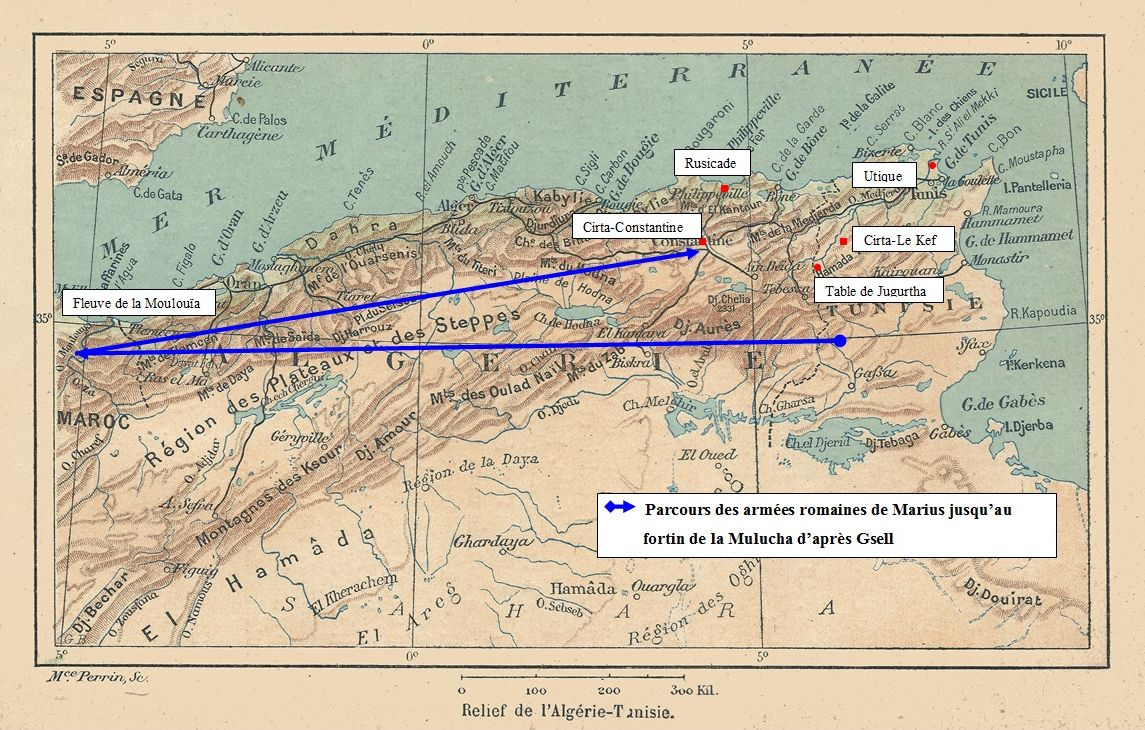
Parcours des armées romaines jusqu’au fortin de la Muluccha d’après Stéphane_Gsell.

Dans l'Antiquité, la Moulouya a un temps marqué la limite entre la Maurétanie Tingitane et le royaume de Numidie. Elle est rendue célèbre par la bataille du fortin de la Muluccha pendant la guerre de Jugurtha. En 107 av. J.-C., après avoir pris la ville de Capsa, le général romain Marius traverse la Numidie pour conquérir le fortin de la Muluccha près de la Moulouya avant de regagner Cirta,.
Elle a ensuite marqué la séparation entre les deux provinces romaines composant la Maurétanie, à savoir la Maurétanie tingitane (une partie de l'actuel Maroc )et la Maurétanie césarienne(Algérie). 
En 1289, elle a servi de limite aux territoires des Zianides qui occupaient le Maghreb central, avant d'être récupérée par les Mérinides qui ont ensuite plusieurs fois attaqué Tlemcen,.  
Plus tard, elle a également marqué la limite entre les territoires des Saadiens et la régence d'Alger.
Au-delà du Za, la Moulouya a marqué la limite orientale de la principauté de Debdou pendant son existence.